# Талиші
Талиші́ (тал. Tolışon, تالشان) — іранський народ, який історично населяє прикаспійський регіон Талишістан, у гірській і передгірській областях Талишу, що примикає до південно-західного узбережжя Каспійського моря (південний схід Азербайджану та північний захід Ірану).
В Азербайджані талиші розселені на південному сході країни, переважно в Астаринському, Ленкоранському та Лерицькому районах, а також у південно-східній частині Масаллінського району. Селища, розташовані на кордоні розселення талишів і азербайджанців, мають змішане населення.

## Історія

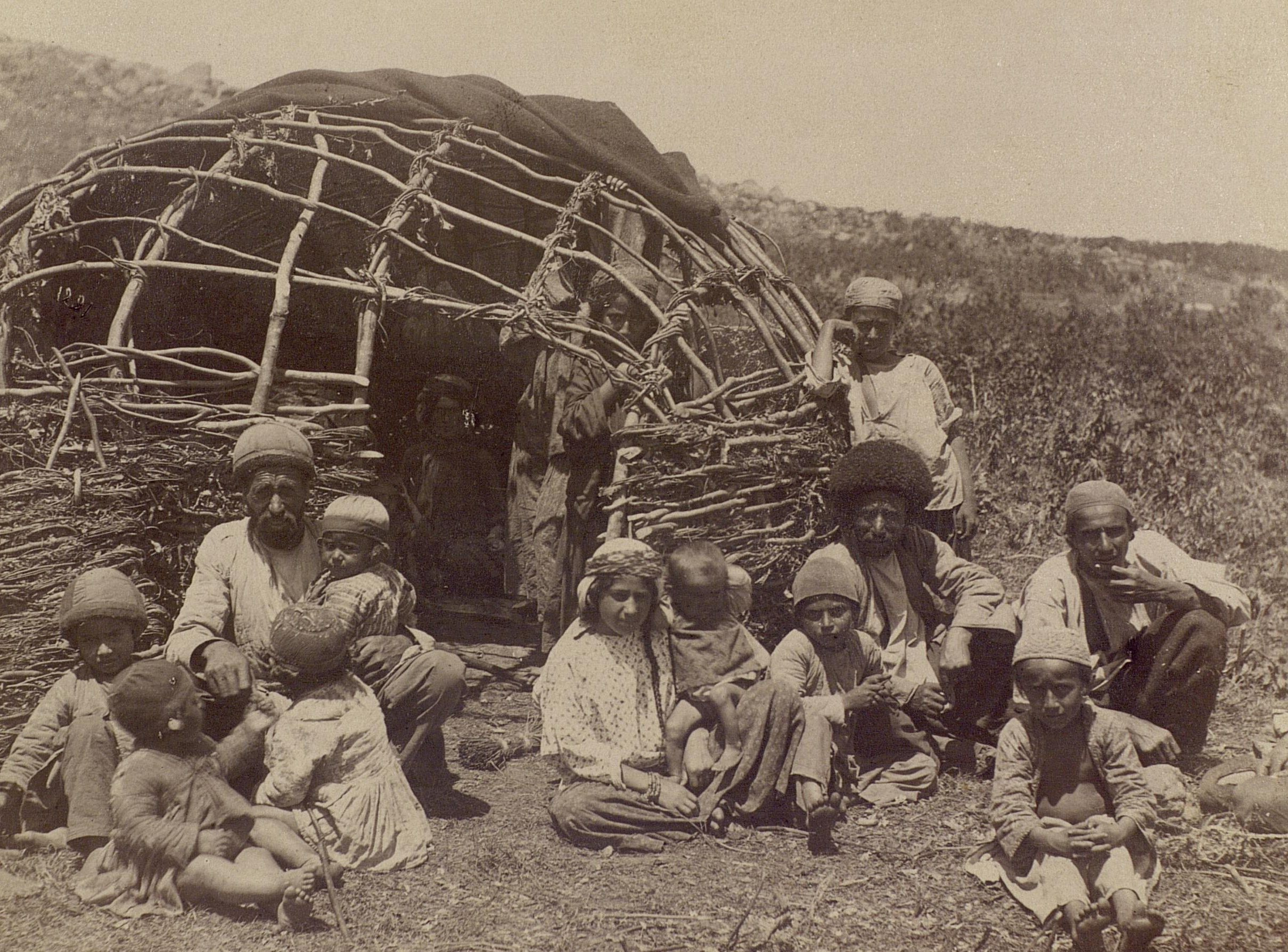
Група іранських талишів поблизу свого житла, кінець XIX ст.

Що стосується питання про походження, то деякі автори вважають предками талишів кадусіїв. Тим часом, за свідченням античних авторів, кадусії це той самий народ, що і пізніші гели — нині сучасні гілянці. О. Л. Вільчевський називає талишів «аборигенами південного узбережжя Каспійського моря, що зіранилися».
Як зауважують Б. А. Литвинський і І. В. П'янкова, етнічно кадусії можливо були східними кавказцями (хуррити тощо), які разом з іншими неіранськими племенами об'єднувалися під назвою (в широкому сенсі) «каспії» (походження кочових скотарських племен каспіїв досі не з'ясоване), називаючи їх «каспіями Гіляну, що примикали до Середньої Азії з заходу». І. М. Дьяконов також схильний вважати, що «каспії» було загальним позначенням неіндоєвропейських племен, куди могли входити і кадусії. Крім того, з огляду на мовні особливості, він вважає, що «в корені неправильно розглядати татів і талишіх як албанців або мідян, які зазнали насильницької персизації».
У другій половині XV століття спадкові володарі Талиша надали підтримку Сефевідам під час воєн кизилбашів з ширваншахами і султанами Ак-Коюнлу, тому талиші були включені до складу об'єднання кизилбаських племен. Талиші були єдиною іраномовною і некочовою народністю в складі кизилбашів, залишаючись, відповідно до кочових традицій, особливим «плем'ям». Пізніше частина кизилбаських талишів увійшла до складу шахсевенів, серед яких плем'я Талиш-Мікаїллі склало 600 родин. Іще в XIX столітті в Джеватському повіті жила племінна спільнота, що іменувалася «Талиш» чисельність 63 сімейства.
Населений гілянцями і талишами Гілян до кінця XVI ст. був економічно, політично і етнічно мало пов'язаним із внутрішнім Іраном. У той період тут існували два ханства: на захід від річки Сефідруд — Біє-пас зі столицею в Решті, кероване династією ісхакідів; на схід від річки — Біє-піш зі столицею в Лахіджані, кероване династією Кийя (або Каркійя). Перше було ліквідовано в 1590 році, друге в 1592 році. Гілянський історик Абд ал-Фаттах Фумені у своїй праці «Історія Гіляну» згадує про Талишстан Лахіджанської області (тобто населеного талишами району в західній частині східного Гіляну — Біє-піш), де сховався під час селянського повстання в Гіляні в 1629 році видатний сановник Біє-піш мулла Алі Намі.
В середині XVIII століття у зв'язку з розпадом держави Надер-шаха на південно-західному узбережжі Каспійського моря утворилося Талиське ханство, яке охопило в тому числі ареал розселення талишів, яке в 1802 році було прийнято під протекторат, а за Туркманчайським договором 1828 року — остаточно приєднано до Російської імперії.
Спостерігається звуження області використання талиської мови. Народні перекази вказують, що талиське населення колись простягалося до Кизил-Агаджі і ще в 1830-х роках талиською мовою говорили значно північніше Ленкорані. Наявність тісних економічних і культурних зв'язків з азербайджанцями, тривалі й постійні інфільтрації останніх у межі талишів сприяли поширенню серед талишів двомовності, впливу азербайджанської культури. Найбільше це було помітно в талиських селищах, розташованих на торгових шляхах, у селищах із великими базарами, де всюди було чути азербайджанську мову. Великий вплив азербайджанців пережили талиші жителі Ленкорані, хоча і в їхніх сім'ях чулася талиська мова.
В 1993 році, під час військово-політичної кризи в Азербайджані, викликаної антиурядовим заколотом у Гянджі, в районі компактного проживання талиського населення була проголошена Талиш-Муганська Автономна Республіка в складі Азербайджану, яка проіснувала два місяці.
Початок ХХІ століття ознаменував зростаючу популярність ідей талиської окремішності в таких традиційно етнічно змішаних містах як Ленкорань і Масалли.

## Географія
Талиші населяють регіон Талишістан (Талиш), що простягається на північ від річки Сефідруд, прорізає західні гори Ельбурс у західному Гіляні, виходячи до Кура-Араксинської низовини на півдні Азербайджанської Республіки, де включає Астаринський, Ленкоранський, Леріцький, Ярдимлинський, Масаллинський та Джалільабадський райони, за винятком невеликого Анбаранського району, розташованого на західній стороні гірського ланцюга в остані Ардебіль.

## Ідентичність

### Етнонім
Етнонім «талиш» трапляється в 6 ойконімах різних районів Азербайджану (Ахсуйському, Кубинському, Ісмаллінському, Мардакертському, Сабірабадському і Шамхорському). Походження етноніма «талиш», так само як і питання про формування народності і найбільш раннього етапу його історії залишається остаточно нез'ясованим. Згідно з Марквартом, термін «талиш» уперше з'являється у вірменському перекладі роману «Історія Олександра Великого», зробленому в XVI столітті (переклад із грецького джерела V століття).

### Мова

Діалекти талиської мови

Талиська мова належить до північно-західної підгрупи іранських мов і найбільш близька до говорів таті в Іранському Азербайджані і вимерлій кілітській мові.
Талиська мова не має офіційного статусу в жодній країні світу.

### Релігія
Більшість віруючих талишів сповідують іслам шиїтської течії. Частина талишів є сунітами шафіїтського мазхабу.

### Побут і культура

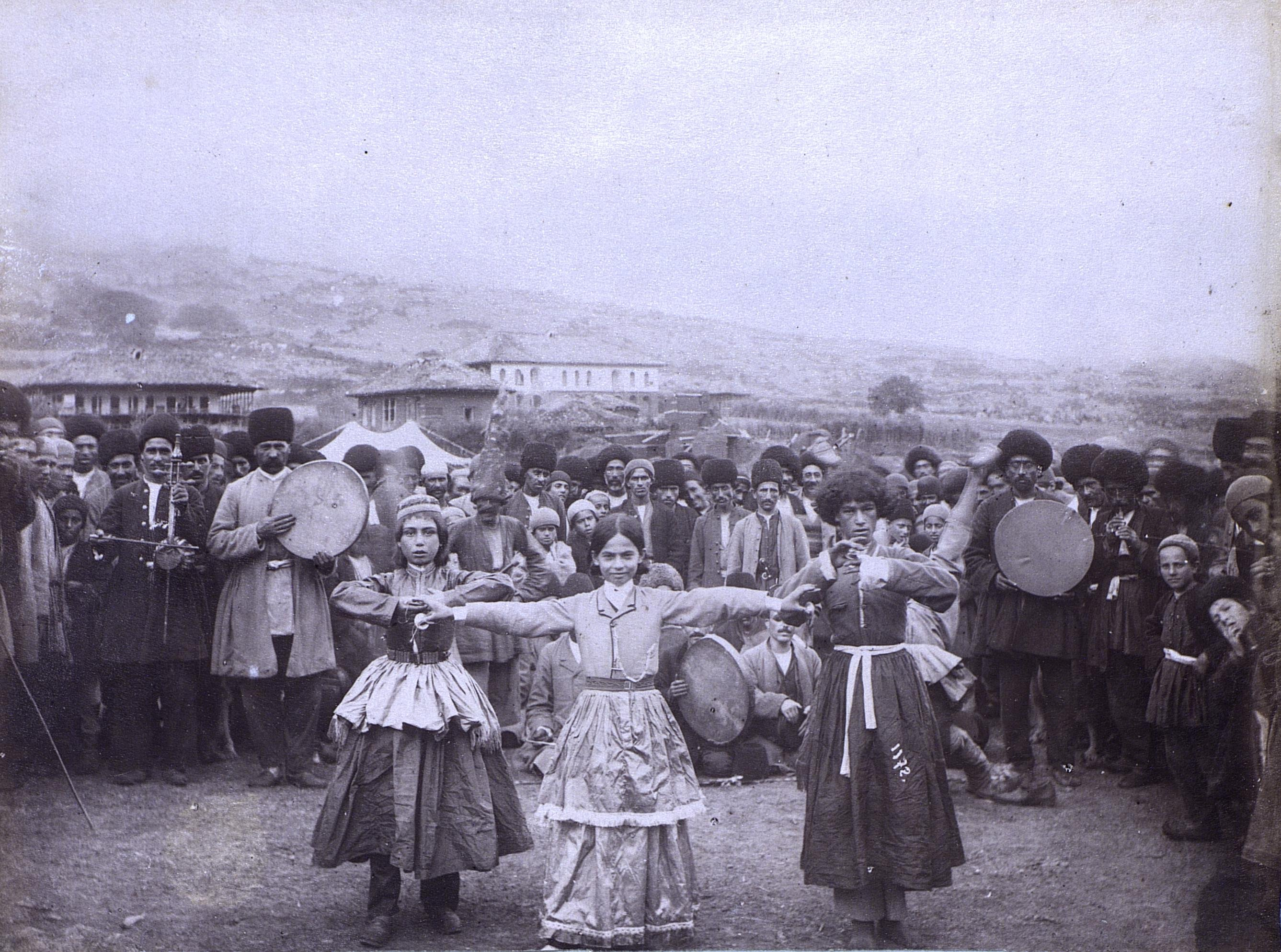
Сцена танців серед іранських талишів, початок XX ст.

Культура і побут талишів дуже близькі до азербайджанських. Весільні, пологові та похоронні обряди талишів нагадують не тільки звичаї азербайджанців, а й гіляків та галешів.
Раніше талиші, що населяють гірські райони, жили в будинках із плоскими дахами, побудованими з каменю. Талиші прибережних районів жили в глинобитних будинках із дахами з очерету та осоки. Найпоширеніший традиційний тип житла — зрубовий будинок без фундаменту (анджинака), стіни якого всередині й зовні обмазані глиною. Опалювалися відкритим вогнищем без димоходу (гара бухари) або каміном (бухари); в XX столітті поширилася залізна піч. У дворі влаштовували сезонне житло, високо підняте на цегельних або дерев'яних стовпах (лям) — місце відпочинку й нічлігу сім'ї з травня по жовтень. У традиційному талиському будинку двері дуже високі, до стелі, щоб через них міг виходити дим від вогнища.
Традиційний костюм (як чоловічий, так і жіночий) схожий з азербайджанським.
Чоловіки носили сорочку, штани, архалиг, папаху або повстяну шапку; жінки — сорочку, широкі довгі штани, широкі збористі спідниці, архалиг, головні хустки. На ногах носили вовняні шкарпетки, шкіряне взуття. В їжу замість хліба вживали круто зварений рис. Для традиційного побуту характерні патріархальні інститути (взаємодопомога, кровна помста, гостинність). Зберігаються талиські весільні та трудові пісні.
У листопаді 1990 року при Азербайджанському фонді культури було створено Республіканський центр талиської культури, покликаний сприяти дослідженню, розвитку й відродженню історії, самобутньої культури, традицій та звичаїв талишів. Існує фольклорний ансамбль бабусь із селища Сепараді Ленкоранського району, які виконують народні пісні та баяти азербайджанською і талиською мовами.
У 2003 році наказом Міністерства освіти Азербайджану були затверджені навчальні програми для 1-4-го класів середньої школи з декількох мов народів Азербайджану, в тому числі і талиською. В Азербайджані видається газета «Талыш седо» (Голос Талиша), ведеться трансляція радіопередач талиською мовою. В Ірані єдиним друкованим органом талиською мовою є журнал «Mahnameye Talesh».

### Символіка

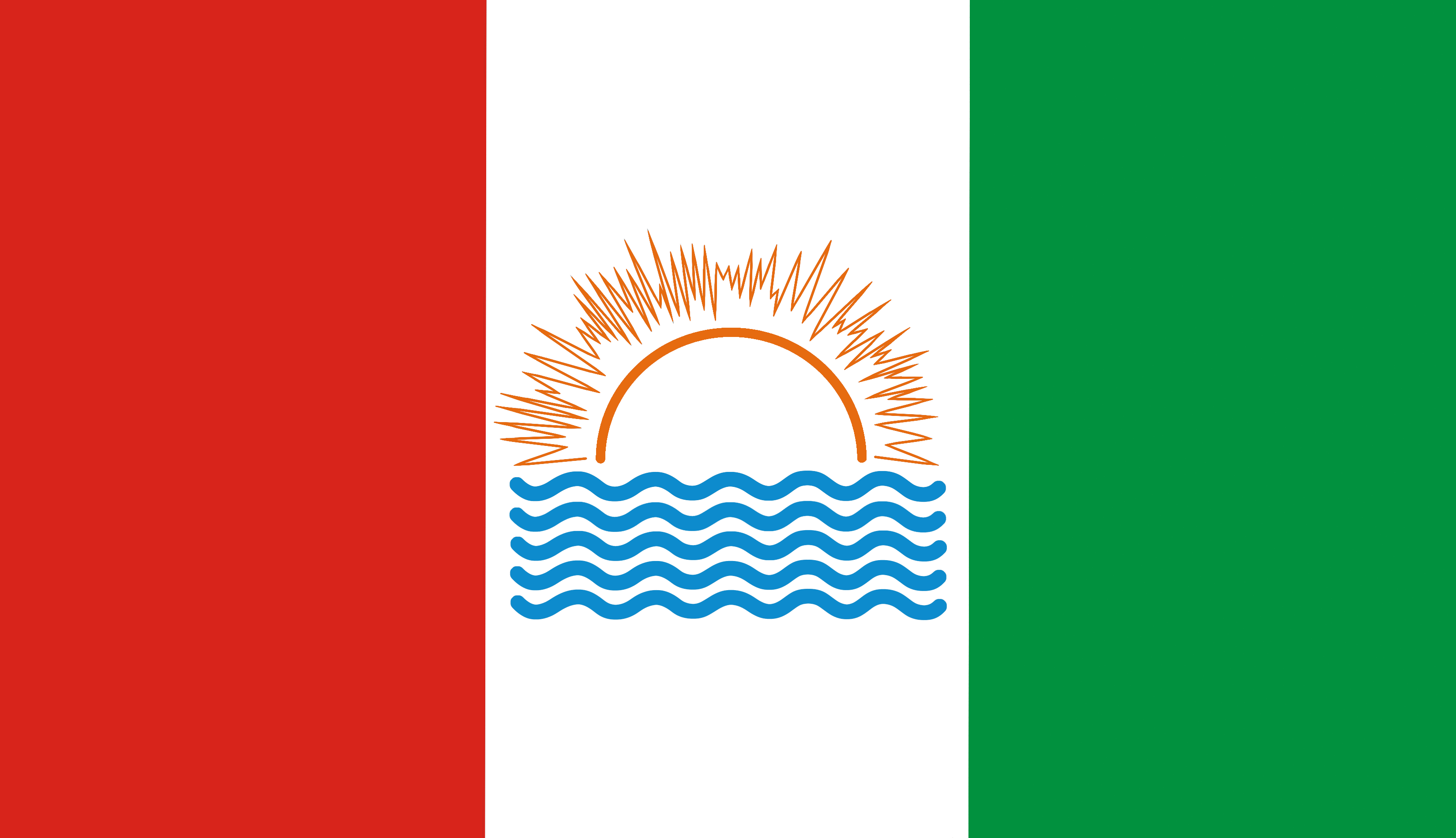
Прапор талиського національного руху

Відомі кілька прапорів, пов'язаних із талиським етнічним рухом:
- Прапор невизнаної Талиш-Муганської Автономної Республіки має паніранські кольори: червоний, білий і зелений — кольори,[13][14] які використовуються на прапорах більшості іранських держав і народів. Їх використання символізує загальне коріння іраномовних народів.
- Прапор талиського національного руху, створений прихильниками А. Гумматова: з трьома вертикальними смугами (червона, біла і зелена), із зображеними в центрі блакитними хвилястими лініями й сонцем, що піднімається над ними (кількість ліній і дизайн сонця можуть варіюватися)[14]; Талиський національний рух (ТНР) було створено в Нідерландах, де частина талиського керівництва живе у вигнанні. Багато з його членів раніше брали участь у формуванні Талиш-Муганської Автономної Республіки в 1993 році, в тому числі член правління Алікрам Гумматов. ТНР вступив в Організацію націй і народів, що не мають представництва (UNPO) 26 червня 2005 року, припиняв членство 1 березня 2008 р і знову був прийнятим 28 червня 2014 року[15].
- Червоний, із золотим сонцем посередині й горизонтальними білими смугами вздовж верхньої і нижньої кромки, з зеленими просвітами посеред кожної з двох білих смуг; заснований для «Союзу талиської молоді» в Москві[13][16].

## Ідентичність талишів у ХХІ столітті
Питання ідентичності талишів, найімовірніше, є на сьогодні найбільш дискусійним і в той же час маловивченим. Вивчаючи талиську самоідентифікацію з самого початку згадування талишів у найдавніших джерелах, упор робився в першу чергу на праці місцевих і зарубіжних регіонознавців, істориків та фахівців у ділянці етногенезу, яких на сьогодні критично бракує. Проте, з того вузького кола праць, які є нині, складається більш-менш стійке уявлення про питання в рамках історичного минулого талиського народу. У ХХІ столітті об'єкт дослідження потребує передовсім вивчення з боку соціологів і політологів. Сьогоднішнє становище — куди більш суперечливе з точки зору сучасного погляду на народи-мільйонники.
Перше, що потрібно відзначити, те, що талиський народ, розділений на дві частини кордоном, сьогодні розділений і самоідентифікацією. У даної частини талишів не існує чітко вираженого самовідчуття в частині національної належності в силу ключової ролі рідної мови у самовизначенні. Як зазначає у своїй роботі Джон Кліфтон , райони, де за офіційною статистикою частка талишів не перевищує 1 відсотка, насправді мають 15-20% талиської населення. Проте більшість представляють себе азербайджанцями, але при цьому талиське коріння практично ніхто не приховує. У тій же праці Джон Кліфтон пов'язує це насамперед із виходом талиської мови з ужитку в місцях компактного проживання талишів і азербайджанців й поступовим переходом на азербайджанську мову в селах, з практично 100%-м талиським населенням. Таким чином процес звуження ареалу талиської мови проходить одночасно зі зменшенням використання рідної мови і в центральних районах регіону, де позиції талиської не піддавалися сумніву ще 20 років тому. Талиська мова не має офіційного статусу ні в Ірані, ні в Азербайджані.
Певна частина талишів стала проявляти занепокоєння щодо стану свого народу. У цьому контексті роль сучасних ЗМІ і зокрема соціальних медіа надзвичайно висока.
Як зазначав у своїх працях Б. Міллер під час своєї поїздки до Талиша, певна частина талишів ідентифікувала себе тюрками, хоча, як з'ясовувалося потім, насправді були талишами і носіями рідної мови.